# Бескетик
Бескетик (каз. Бескетік, до 2000 г. — 3-й Интернационал) — село в Мактааральском районе Туркестанской области Казахстана. Административный центр Достыкского сельского округа. Код КАТО — 514435100.

## Население
В 1999 году население села составляло 3060 человек (1543 мужчины и 1517 женщин). По данным переписи 2009 года, в селе проживало 3566 человек (1824 мужчины и 1742 женщины).